# Invasão russa da Manchúria
A invasão russa da Manchúria ocorreu na sequência da Primeira Guerra Sino-Japonesa (1894-1895), quando preocupações a respeito a derrota da China aos japoneses e a ocupação deste último da Manchúria motivou os russos a acelerar seus projetos mantidos de longa data para expansão imperial através da Eurásia.
Com a construção da Ferrovia do Sul da Manchúria, Mukden (atualmente conhecida como Shenyang) tornou-se um reduto russo, que seria ocupado após a Revolta dos Boxers.  Tal como aconteceu com todas as outras grandes potências na China, a Rússia exigiu concessões juntamente com a ferrovia.
Durante a Revolta dos Boxers, a Rússia tornou-se envolvida devido à sua presença nas legações estrangeiras. Os cossacos russos faziam parte das forças da  Aliança das Oito Nações durante as expedições de Seymour e de Gaselee, ao mesmo tempo que as forças russas também estiveram presentes no interior das legações durante os cercos em Pequim e Tianjin. Estas forças operavam separadamente daquelas envolvidas na invasão da Manchúria, com toda a operação exclusivamente dirigida por russos.